# Bryum harrimanii
Bryum harrimanii là một loài rêu trong họ Bryaceae. Loài này được Cardot & Thér. mô tả khoa học đầu tiên năm 1902.